# Ука (річка)
Ука — річка на північному сході півостріва Камчатка. Протікає по території  Карагінського району  Камчатського краю. Утворюється при злитті річок Права Ука і Ліва Ука.
Впадає в  Укінську губу протоки  Літке. На річці розташовувалося однойменне риболовецьке селище.
Є місцем нересту  червоної риби.

## Дані водного реєстру
За даними  державного водного реєстру Росії відноситься до  Анадир-Колимського басейнового округу.